# Nikolai Morozov (patinage artistique)
Pour les articles homonymes, voir Morozov.
Nikolai Alexandrovitch Morozov (en russe : Николай Александрович Морозов), né à Moscou le 17 décembre 1975 est un ancien patineur artistique en danse sur glace. Il est aujourd'hui chorégraphe de patinage artistique.

## Biographie

### Carrière sportive
Il a patiné en 1994 pour l'Azerbaïdjan avec la patineuse Olga Pershankova (en) et pendant deux ans (1996-1998) pour la Biélorussie avec la patineuse Tatiana Navka. Il s'entraînait alors aux États-Unis, avec l'entraîneur et chorégraphe russe Alexandre Jouline. Après avoir mis fin à son partenariat avec Navka, il décide d'arrêter les compétitions sportives.

### Reconversion
Nikolai Morozov rejoint en 1999, l'entraîneur Tatiana Tarasova, à Newington au Connecticut, et devient son assistant chorégraphe. Nikolaï se fait vite remarquer avec ses chorégraphies puissantes et très originales qui couronneront, entre autres, le patineur russe Aleksey Yagudin.
Il devient  à 26 ans l'un des chorégraphes les plus demandés au monde. C'est  en 2002, après les Jeux olympiques et les championnats du monde, qu'il décide de voler de ses propres ailes et quitte Tatiana Tarasova et commence à entraîner ses propres patineurs. Plusieurs diront qu'ils se sont quittés en mauvais termes mais les deux affirmeront haut et fort que tout s'est passé de manière très professionnelle. Pendant un an, il partagera l'aréna de Newington avec la grande dame du patinage. Puis en 2003, Tatiana décide de lui laisser le monopole de l'aréna. Elle préfèrera aller entraîner à Simsbury. 
Morozov fut nommé meilleur chorégraphe en 2004. 

## Famille
Nikolai Morozov est marié depuis l'été 2005 à la patineuse canadienne Shae-Lynn Bourne. Ils ont divorcé en 2007. Il a une fille née en 2001 d'une précédente union, et nommée Annabelle.

## Palmarès
Avec 3 partenaires :
- Olga Pershankova  (1 saison : 1993-1994)
- Ekaterina Gvozdkova  (2 saisons : 1994-1996)
- Tatiana Navka  (2 saisons : 1996-1998)

| Compétition                 | 1994    |  | 1995    | 1996    |  | 1997    | 1998    |  |  |  |  |  |  |  |
| Jeux olympiques d'hiver     |         |  |         |         |  |         |         |  |  |  |  |  |  |  |
| Championnats du monde       | 21e     |  |         |         |  | 14e     | 10e     |  |  |  |  |  |  |  |
| Championnats d’Europe       | 21e     |  |         |         |  | 12e     | 10e     |  |  |  |  |  |  |  |
| Championnats d'Azerbaïdjan  | 1er     |  |         |         |  |         |         |  |  |  |  |  |  |  |
| Championnats de Russie      |         |  |         | 6e      |  |         |         |  |  |  |  |  |  |  |
| Championnats de Biélorussie |         |  |         |         |  | 1er     | 1er     |  |  |  |  |  |  |  |
|                             |         |  |         |         |  |         |         |  |  |  |  |  |  |  |
| Grand Prix ISU              | 1993/94 |  | 1994/95 | 1995/96 |  | 1996/97 | 1997/98 |  |  |  |  |  |  |  |
| Coupe d'Allemagne           |         |  | 9e      |         |  |         | 4e      |  |  |  |  |  |  |  |
| Coupe de Russie             |         |  |         |         |  | 6e      | 3e      |  |  |  |  |  |  |  |
|                             |         |  |         |         |  |         |         |  |  |  |  |  |  |  |